# ۶۲۵ (قمری)
۶۲۵ (قمری)، ششصد و بیست و پنجمین سال در گاهشماری هجری قمری است. اول محرم این سال برابر با دوازدهم دسامبر سال ۱۲۲۷ میلادی است.